# Lago del monte nero
Il lago del monte nero (in sloveno Krnsko jezero) è un lago della Slovenia situato a 1394 metri.

## Galleria d'immagini

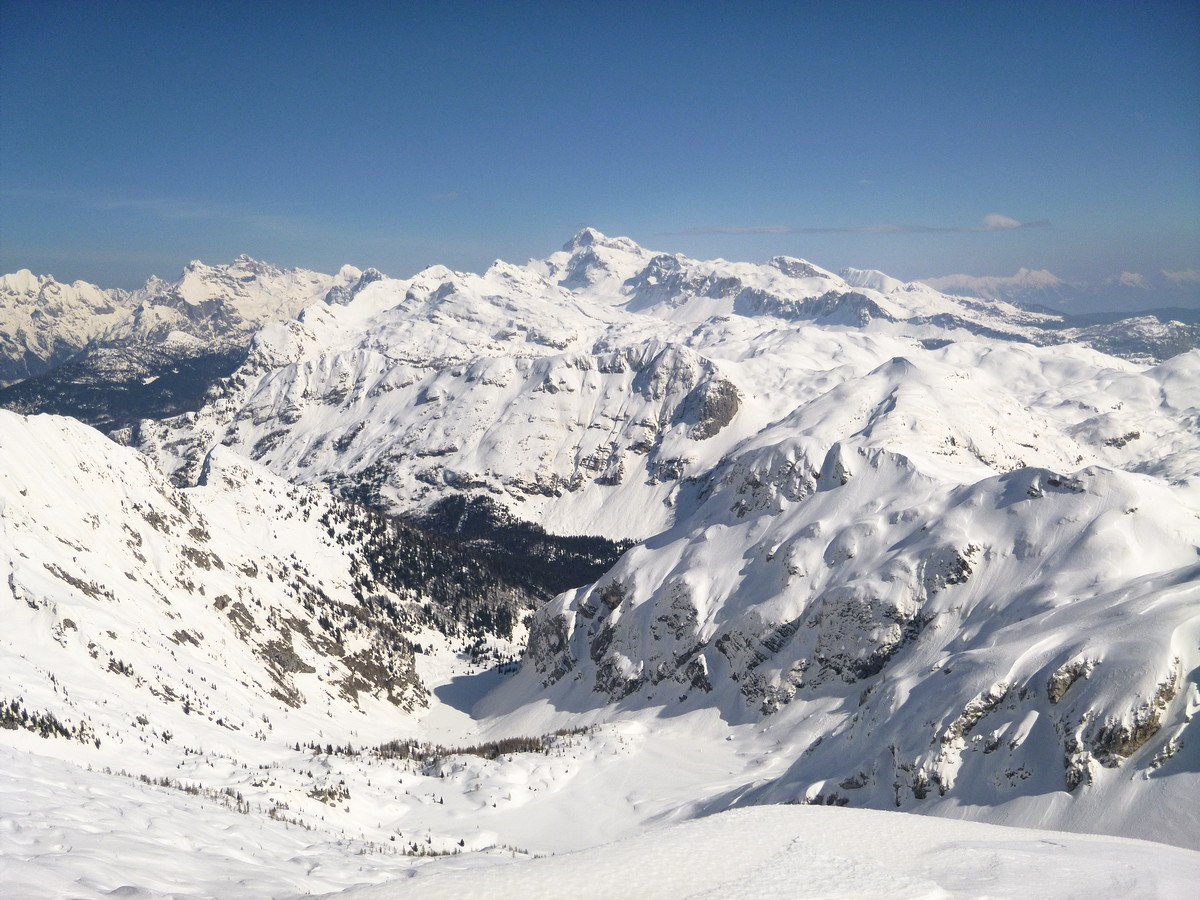
Il monte Tricorno ed il lago visto in inverno
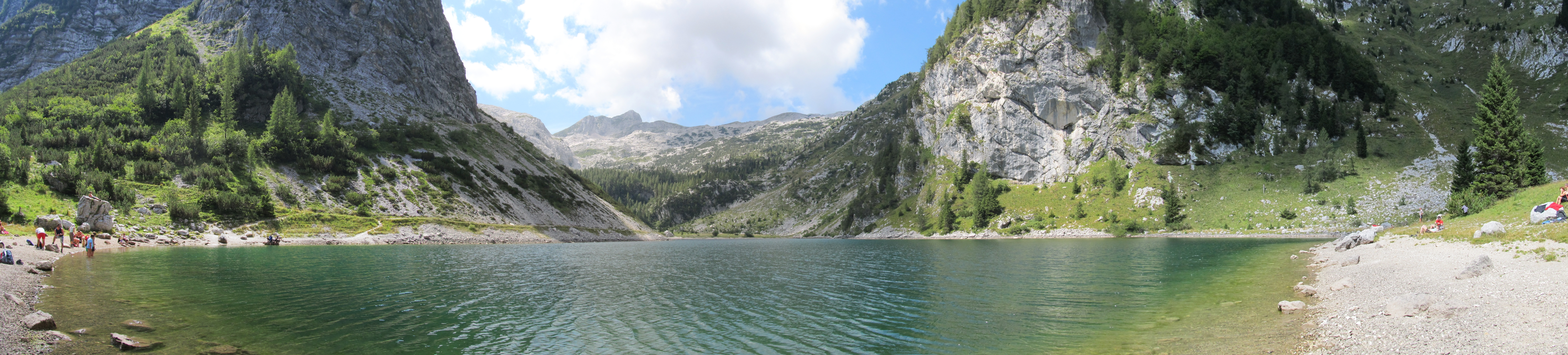
Panorama del lago